# (Welt) All inklusive
(Welt) All inklusive ist eine französische Science-Fiction-Filmkomödie von Éric Lartigau aus dem Jahr 2006. In Deutschland wurde der Film ab dem 7. April 2011 auf DVD vermarktet.

## Handlung
Der Film beginnt im Jahr 2030 in Frankreich und zeigt einen Astronauten, der ein Interview gibt.
Seine Geschichte hat ihren Ursprung im Jahr 2005. Die französische Regierung investiert Unsummen in die Raumfahrt und zieht damit den Unmut der Bevölkerung auf sich. Um diese Stimmung zu verbessern, wird eine Lotterie ins Leben gerufen, die zwei Gewinnern einen Weltraumaufenthalt in der Raumstation garantiert. Der erfolglose Stéphane Cardoux und Alexandre Yonis, dem jedoch der Verkaufsort eines Gewinnerloses bekannt war, sind die glücklichen Gewinner.
Nach Untersuchungen und Eignungstests starten beide zusammen mit Colonel Beaulieu, Capitaine Soizic und dem Wissenschaftler Jean Rochette in die Mission Noah, in der auch Verhaltensstudien an Tieren durchgeführt werden sollen.
In der Raumstation angekommen manipuliert Yonis nach kurzer Zeit den Bordcomputer und droht, die Raumstation auf Frankreich stürzen zu lassen. Yonis, der sich als Alexandre Guérin zu erkennen gibt, ist ein ehemaliger angehender Astronaut, der seine Karriere wegen seines Bruders Bernard, der als Serienmörder verhaftet wurde, beenden musste. Sein damaliger Ausbilder Beaulieu hat ihn nicht unterstützt. Guérin fordert die Freilassung seines Bruders, was auch vom Präsidenten genehmigt wird. Bernard wird jedoch kurz nach Verlassen des Gefängnisses durch ein Katapultgeschoß eines gerade stattfindenden Filmdrehs getötet.
Cardoux und Beaulieu können Alexandre in der Raumstation aufspüren, der kann jedoch in einer Rettungskapsel fliehen. Colonel Beaulieu verhindert in letzter Sekunde den Absturz der Raumstation.
Das Ende des Films spielt wieder im Jahr 2030. Es stellt sich heraus, dass der Astronaut Cardouxs Sohn Hugo ist, der aufgrund dieses Erlebnisses seine Bestimmung gefunden hat und nun auf einer Weltraummission zur Sonne ist.

## Kritik
„Jetzt machen die Franzosen denen in Hollywood auch noch auf der Ebene der Weltraumabenteuer Konkurrenz und lassen es sich dabei nicht nehmen, satirische Seitenhiebe auszuteilen auf große Kollegen von ‚Armageddon‘ bis ‚2001‘. Kad Merad aus ‚Willkommen bei den Sch’tis‘ spielt einmal mehr einen sympathischen Loser im freien Fall nach oben und rettet den Tag als Actionheld wider Willen in dieser humoristisch zwischen Klamauk und feiner Beobachtung schwankenden, hübsch ausgestatteten und auch angemessen effektvollen SF-Komödie.“

„Spannende Reise in den Weltraum, die mit vielen Absurditäten und einer guten Story punkten kann, aber beim Humor ein wenig hinter den Erwartungen zurück bleibt.“